# Carolyn Ansari
Carolyn Ansari (* 29. Dezember 2000) ist eine US-amerikanische Tennisspielerin.

## Karriere
Ansari spielt bisher ausschließlich Turniere der ITF Women’s World Tennis Tour, auf der sie bislang zwei Einzel- und fünf Doppeltitel gewann.

## College Tennis
Ansari spielt für die Damentennismannschaft der Auburn Tigers der Auburn University.

## Turniersiege

### Einzel
| Nr. | Datum         | Turnier             | Kategorie | Belag     | Finalgegnerin       | Ergebnis      |
| --- | ------------- | ------------------- | --------- | --------- | ------------------- | ------------- |
| 1.  | 30. März 2025 | Scharm asch-Schaich | ITF W15   | Hartplatz | Patricija Paukštytė | 6:2, 3:6, 6:4 |
| 2.  | 6. April 2025 | Scharm asch-Schaich | ITF W15   | Hartplatz | Dasha Ivanova       | 6:4, 2:6, 6:3 |

### Doppel
| Nr. | Datum            | Turnier             | Kategorie | Belag     | Partnerin           | Finalgegnerinnen                        | Ergebnis          |
| --- | ---------------- | ------------------- | --------- | --------- | ------------------- | --------------------------------------- | ----------------- |
| 1.  | 21. Mai 2022     | Pelham              | ITF W60   | Sand      | Ariana Arseneault   | Reese Brantmeier Elvina Kalieva         | 7:5, 6:1          |
| 2.  | 13. Juli 2024    | Lakewood            | ITF W15   | Hartplatz | Gabriella Broadfoot | Amelia Honer Teja Tirunelveli           | 6:73, 6:3, [10:3] |
| 3.  | 15. Februar 2025 | Scharm asch-Schaich | ITF W15   | Hartplatz | Ayumi Miyamoto      | Yasmin Ezzat Gaia Squarcialupi          | 5:7, 6:4, [10:6]  |
| 4.  | 15. März 2025    | Scharm asch-Schaich | ITF W15   | Hartplatz | Zuzanna Pawlikowska | Elena-Teodora Cadar Isabella Schinikowa | 6:4, 6:0          |
| 5.  | 22. März 2025    | Scharm asch-Schaich | ITF W15   | Hartplatz | Victoria Allen      | Danielle Daley Arina Gabriela Vasilescu | 6:2, 6:2          |